# 福星乡 (阆中市)
福星乡，是中华人民共和国四川省南充市阆中市曾经下辖的一个乡。2019年10月，撤销福星乡，将其所属行政区域划归水观镇管辖。

## 行政区划
福星乡撤销前下辖以下地区：
皂角宫村、牌坊楼村、黎家井村、金龟庵村、铺垭庙村和黑土地村。